# Marc Cluvi
Marc Cluvi (en llatí Marcus Cluvius) va ser un ric banquer de Puteoli, íntim amic de Ciceró. Formava part de la família dels Cluvi, que eren originaris de la Campània.
Ciceró, l'any 51 aC li va donar una carta de presentació per a Minuci Therme que era propretor a Àsia, ja que Cluvi volia anar allí per cobrar alguns deutes de ciutats o particulars. En el seu testament va legar part de les seves propietats a Ciceró.